# جبريل ريوس
جبريل ريوس (بالإنجليزية: Gabriel Ríos)‏ هو مغني أمريكي، ولد في 25 أغسطس 1978 في سان خوان في الولايات المتحدة.

## وصلات خارجية
- الموقع الرسمي
- جبريل ريوس على موقع IMDb (الإنجليزية)
- جبريل ريوس على موقع ميوزك برينز (الإنجليزية)
- جبريل ريوس على موقع أول ميوزيك (الإنجليزية)
- جبريل ريوس على موقع ديسكوغز (الإنجليزية)